# Xã Holland, Quận Douglas, South Dakota
Xã Holland (tiếng Anh: Holland Township) là một xã thuộc quận Douglas, tiểu bang Nam Dakota, Hoa Kỳ. Năm 2010, dân số của xã này là 156 người.